# إغون روش
إغون روش (بالألمانية: Egon Rusch)‏ (مواليد 18 سبتمبر 1928) هو ملاكم نمساوي، مثّل بلاده في الألعاب الأولمبية الصيفية 1960.

## روابط خارجية
إغون روش على موقع أوليمبيديا (الإنجليزية)